# Wrocławski Gość Niedzielny
Wrocławski Gość Niedzielny – czasopismo katolickie archidiecezji wrocławskiej, założone we wrześniu 1995 roku. Jest to jedna z jedenastu diecezjalnych mutacji ogólnopolskiego pisma katolickiego „Gość Niedzielny” założonego w roku 1923 w Katowicach przez ks. Augusta Hlonda.
Redaktorem naczelnym został ks. Janusz Gorczyca, a pierwszy numer ukazał się 24 września 1995 roku. 
Specyfiką pisma stały się bieżące informacje zarówno o życiu Kościoła, jak i o kulturze oraz społeczeństwie Dolnego Śląska. Na łamach „Wrocławskiego Gościa Niedzielnego” omawiane są wszystkie bieżące wydarzenia kościoła wrocławskiego.
Od października 2012 r. „Wrocławski Gość Niedzielny” ma swoją stronę internetową www.wroclaw.gosc.pl. Czytelnicy mogą śledzić redagowane artykuły również przez portale społecznościowe Facebook i X.

## Redaktorzy naczelni
- ks. Janusz Gorczyca (1995–2007)[1]
- ks. dr Andrzej Jerie (2007–2009)[5]
- ks. Rafał Kowalski (2009–2014)[6]
- Jakub Łukowski (2014)[6]
- Karol Białkowski (2014–2024)[7]
- Maciej Rajfur (2024– )[8][9]